# Gäld
Gäld är ett juridiskt begrepp som syftar på en förpliktelse att betala en skuld. Personen som ålagts att betala kallas gäldenär. Skulden behöver inte bestå i pengar utan kan också gälla så kallade naturagälder, där motprestationen exempelvis kan vara att överlämna en vara som motparten köpt.
Som historisk term åsyftar ibland "gäld" de penningsummor som vikingar med hot om våld utpressade ur härskare bland annat på Brittiska öarna (se Danagäld). Ett förhistoriskt ord för gäld är gulden.